# ناصر حجازي
ناصر حجازي ، وهو حارس مرمى إيراني وأسطورة حارس آسيوي كرة القدم.

## نشأته
ولد ناصر حجازي بتاريخ 19 ديسمبر 1949م، ومركزه حارس مرمى للمنتخب الإيراني ويعتبر أسطورة الحراسة الإيرانية، شارك كحارس مرمى أساسي لمنتخب بلاده من عام 1968 حتى اعتزاله عام 1980م، كما لعب في أربعة أندية إيرانية، ومنها : نادي الاستقلال ونادي محمدين الإيراني، شارك في نهائيات كأس العالم لأول مرة في تاريخ إيران عام 1978 بالأرجنتين، توفي ناصر حجازي بتاريخ 23 مايو من عام 2011 بطهران.

## حارس مانشستر يونايتد المؤقت
تلقى ناصر حجازي خبرا من نادي مانشستر يونايتد الإنجليزي سنة 1978، ليلعب معه لمدة شهر فقط ولعب مباراته أمام ستوك سيتي الإنجليزي، فأراد المدرب أن يمدد العقد مع ناصر الحجازي لمدة شهرين أو ثلاث أشهر إلا أن ظروف بلاده الأمنية تمنعه في ذلك، وكان ذلك في وقت زمن الثورة الإسلامية في إيران.

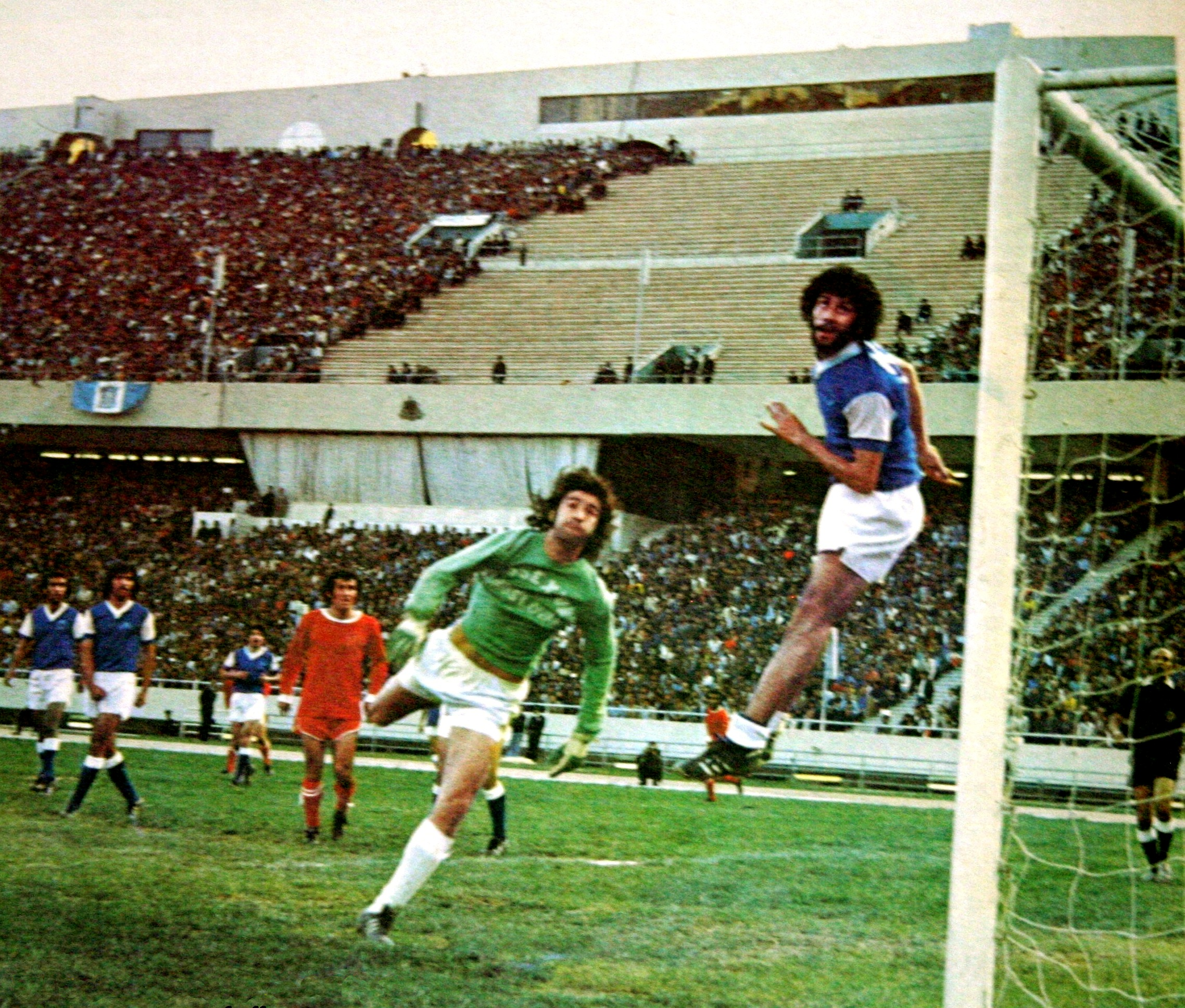
ناصر حجازي في مباراة الدوري الإيراني عام 1975م.

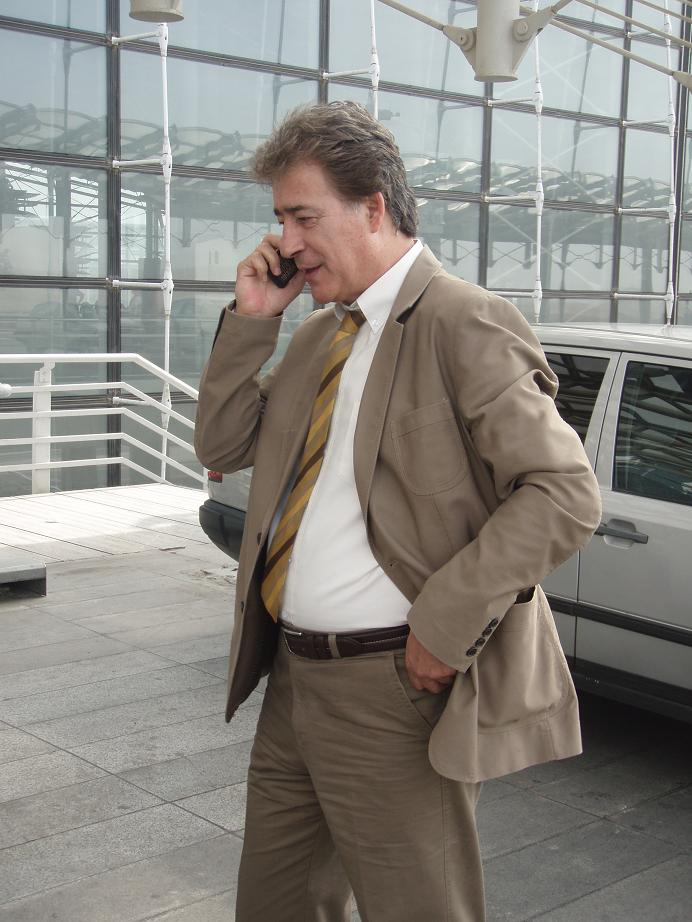
ناصر حجازي عام 2009م.

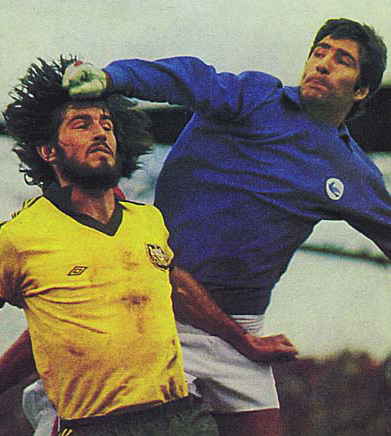
ناصر حجازي في مباراته مع المنتخب الأسترالي عام 1977م.

## وصلة خارجية
- الموقع الرسمي
 (فارسية)

## روابط خارجية
- ناصر حجازي على موقع الاتحاد الدولي (مؤرشف)  (الإنجليزية)
- ناصر حجازي على موقع قاعدة بيانات كرة القدم.إي يو (الإنجليزية)
- ناصر حجازي على موقع ناشيونال فوتبول تيمز (الإنجليزية)
- ناصر حجازي على موقع Soccerway.com (الإنجليزية)
- ناصر حجازي على موقع عالم كرة القدم.نت (الإنجليزية)
- ناصر حجازي على موقع أوليمبيديا (الإنجليزية)